# Karl Heinrich Trageser
Karl Heinrich Trageser, auch Karl-Heinrich Trageser und Karl-Heinz Trageser (* 2. Februar 1932 in Frankfurt am Main; † 3. März 2009 ebenda), war ein deutscher Politiker (CDU). Er wirkte unter anderem als Mitglied des hessischen Landtags.
Nach dem Besuch der Volksschule absolvierte Trageser von 1947 bis 1950 eine Ausbildung zum Elektromechaniker, schloss seine Lehre mit der Facharbeiterprüfung ab und arbeitete anschließend bis 1960 als technischer Sachbearbeiter in Frankfurt am Main bei der Voigt & Haeffner AG. Im Betriebsrat arbeitete er seit 1957 mit. Er nahm 1960 eine Tätigkeit als Sozialsekretär im Sozialausschuss bei der Christlich-Demokratischen Arbeitnehmerschaft in Hessen auf. Beim Institut Christlich-Sozialer Arbeitnehmer für politische Bildung nahm er 1967 eine Stelle als Angestellter an.
Er war katholisch und wurde 1970 Bezirkssekretär bei der Katholischen Arbeitnehmer-Bewegung in der Diözese Limburg.
Trageser war ab 1957 Mitglied der CDU. Von 1989 bis 1992 war er Kreisvorsitzender der CDU Frankfurt am Main. Er gehörte für den Wahlkreis 37 Frankfurt am Main VI der nördlichen Vororte im Osten von 1966 bis 1979 dem hessischen Landtag an, war dort von 1973 bis 1978 stellvertretender Vorsitzender der CDU-Fraktion und von 1975 bis 1978 Vorsitzender des sozialpolitischen Ausschusses. Trageser war als hauptamtlicher Stadtrat vom 22. Februar 1979 bis 1987 Dezernent für Soziales, Jugend und Wohnungswesen der Stadt Frankfurt am Main. Vom 24. April 1987 bis zum 5. April 1991 amtierte er als hessischer Sozialminister in der von Ministerpräsident Walter Wallmann geführten Landesregierung.

## Positionen
Scharfe Kritik seitens der SPD-Fraktion erntete eine 1985 während des Kommunalwahlkapfes von der CDU veröffentlichte Zeitungsanzeige unter der Überschrift Frankfurts Ausländerproblem liegt in ihrer Hand. Karl Heinrich bzw. Karl-Heinz Trageser verteidigte das Vorgehen seiner Partei, und behauptete, es sei ein „Grundsatz“ der Regierungen Helmut Schmidt, Helmut Kohl und der Frankfurter Magistrats-Mehrheit, „die Rückführung der Ausländer zu fördern“, den „Zuzug zu stoppen“ und die „Integration für diejenigen, die hier sind, zu ermöglichen.“ Später bat die Ausländerbeauftragte der Bundesregierung Liselotte Funcke (FDP) den damaligen CDU-Landesvorsitzenden sowie Frankfurter Oberbürgermeister Walter Wallmann besagte Anzeigen-Kampagne zu stoppen.